# ریکاردو توریچیا
ریکاردو توریچیا (انگلیسی: Riccardo Turicchia؛ زادهٔ ۵ فوریهٔ ۲۰۰۳) بازیکن فوتبال است.